# Klášterec nad Orlicí
Klášterec nad Orlicí (německy Klösterle an der Adler) je obec v okrese Ústí nad Orlicí v Pardubickém kraji. Leží v Orlických horách při řece Divoké Orlici, asi osm kilometrů severovýchodně od města Žamberk. Žije zde 904 obyvatel. V bezprostřední blízkosti obce, směrem po proudu řeky Divoké Orlice, se nalézá vodní nádrž Pastviny, známá jako vyhledávaná rekreační oblast.

## Historie
První písemná zmínka o obci původním jménem Orlitz (Orlík) a Orlička, pochází z roku 1279 a je zaznamenána ve veřejné listině, bule papeže Bonifáce VIII. ze dne 15. prosince 1295. Jiná zmínka je z „Formuláře“ Tobiáše z Bechyně, ve které chválí úmysl postaviti zde v této krajině klášter. Datování těchto listin je mezi roky 1279 až 1290. Z toho je patrno, že Orlitz vznikla asi před rokem 1280.
Roku 1890 strávil v obci letní prázdniny T. G. Masaryk s rodinou. 

## Obyvatelstvo
| Rok            | 1869  | 1880  | 1890  | 1900  | 1910  | 1921  | 1930  | 1950  | 1961 | 1970 | 1980 | 1991 | 2001 | 2011 | 2021 |
| -------------- | ----- | ----- | ----- | ----- | ----- | ----- | ----- | ----- | ---- | ---- | ---- | ---- | ---- | ---- | ---- |
| Počet obyvatel | 1 594 | 1 729 | 1 763 | 1 701 | 1 605 | 1 414 | 1 330 | 1 478 | 923  | 864  | 803  | 771  | 885  | 845  | 888  |
| Počet domů     | 253   | 280   | 292   | 292   | 292   | 287   | 291   | 278   | 232  | 218  | 197  | 262  | 277  | 283  | 302  |

## Obecní správa

### Části obce
Jednou z prvních a nejstarších osad byla Orlička, poblíž Petrovic, v údolí potoka Bublačky, osídlena až k řece Orlici. Vznikla současně s Kláštercem a k jejímu zničení došlo při husitských válkách v roce 1421.
Od 1. ledna 1989 do 28. února 1990 k obcí patřily i České Petrovice.

#### Čihák
Osada Čihák vznikla listinou vydanou Františkem Adamem z Bubna z 22. dubna 1679 proto, že zde byl objeven pískovcový kámen a pro jeho dobývání bylo potřeba získat pracovní síly. Žili zde převážně kameníci se svými rodinami. Byli osvobozeni od robot a daní a svou prací v lomech zajišťovali kámen pro stavbu panských usedlostí. Název Čihák je odvozen od slova číhati na kupce, kteří v těchto místech přecházeli hranice se zbožím a nechtěli zaplatit clo.

#### Jedlina
Jedlina vznikla ve druhé polovině 18. století jako osada lesních dělníků určených k práci ve vrchnostenských lesích. Její jméno vzniklo pravděpodobně od kdysi zde stojícího velkého jedlového lesa.

#### Lhotka
Lhotka je nejstarší osadou. Byla založena jako samostatná obec současně se vsí Orlík (Orlitz). V roce 1713 byla připojena ke Klášterci. Název byl odvozen od „Lhůty“ stanovené k pokácení a vymýcení lesa, aby zde mohla být půda osídlena lidmi, kteří na ni hospodařili.

#### Zbudov
Jako osada Zbudov vznikl až po roce 1543 na pozemcích „zbudoucích“ z klášterního a kostelního majetku, kde si lidé začali stavět svá hospodářství. Pravděpodobně k největšímu rozvoji této osady dochází až v roce 1790.

### Obecní symboly
Znak a vlajka byly obci uděleny rozhodnutím předsedy Poslanecké sněmovny Parlamentu České republiky dne 22. listopadu 2001.

## Pamětihodnosti
- Kostel Nejsvětější Trojice
- Klášterecký klen (památný strom)
- Tománkova lípa (~600 let starý památný strom)
- Linie lehkého a těžkého opevnění s pěchotními sruby K-S 51, K-S 52, K-S 53a, K-S 53b, R-S 54, R-S 55 a R-S 56 budovaná v rámci systému československého opevnění na obranu před nacistickým Německem.

## Fotogalerie

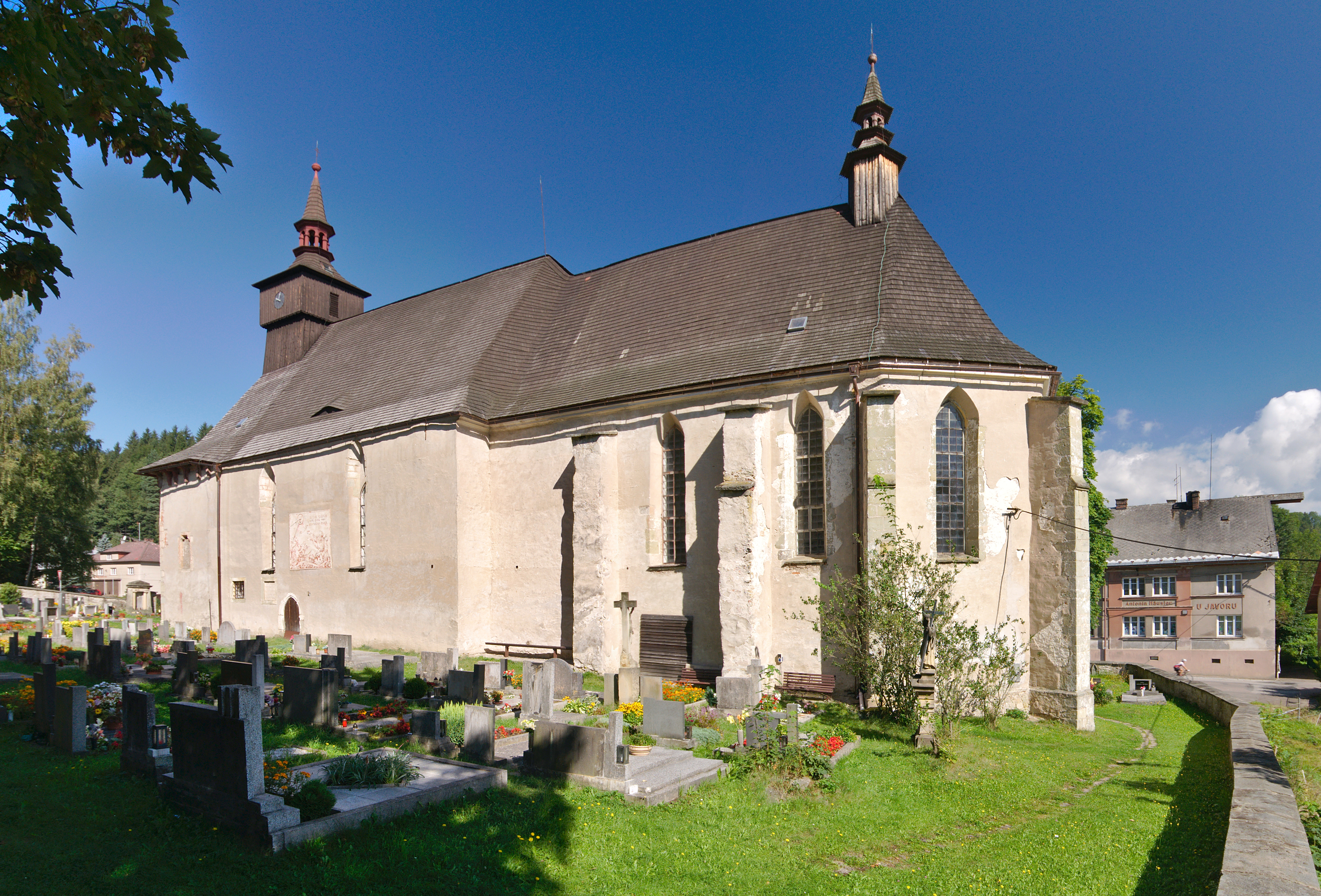
Kostel Nejsvětější Trojice
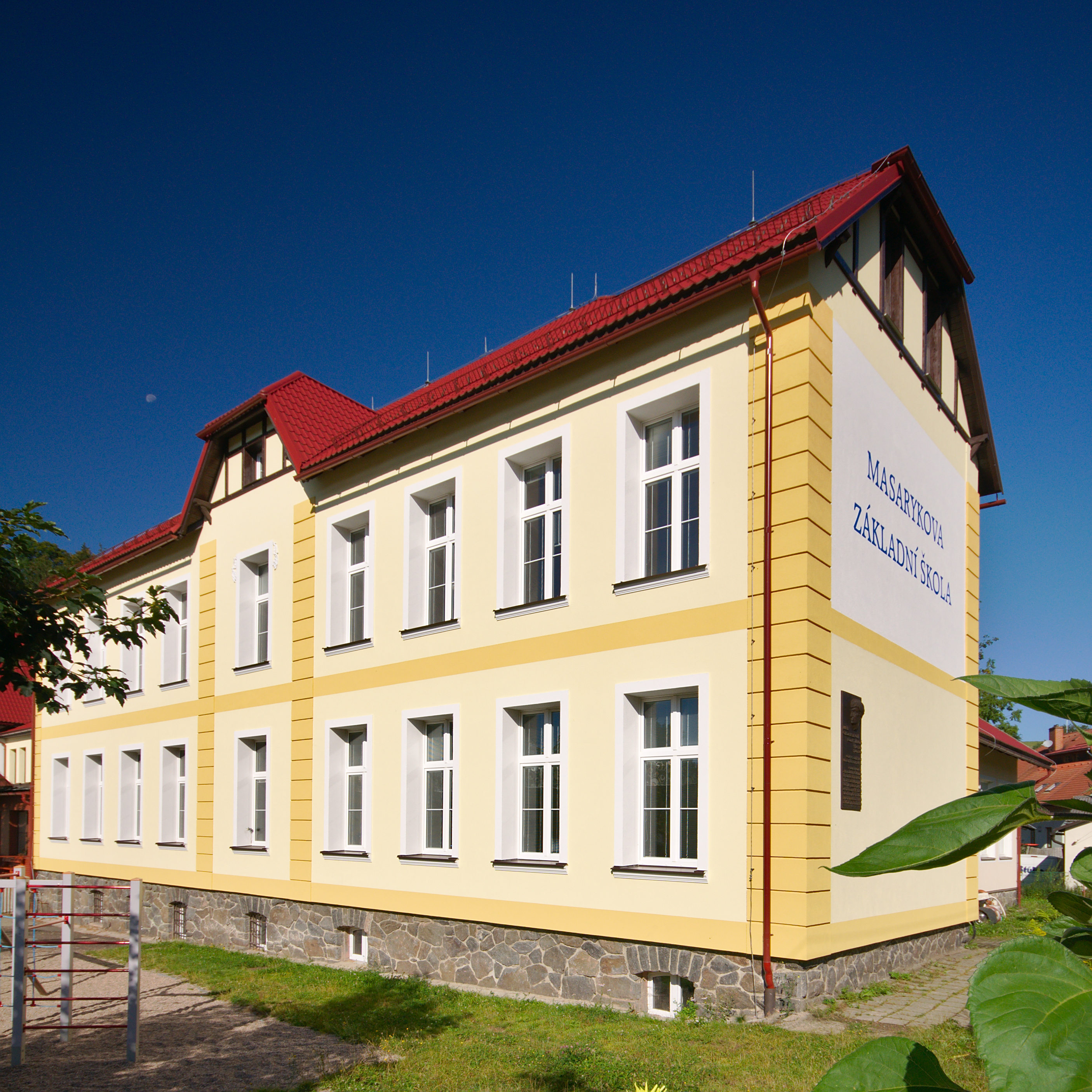
Základní škola
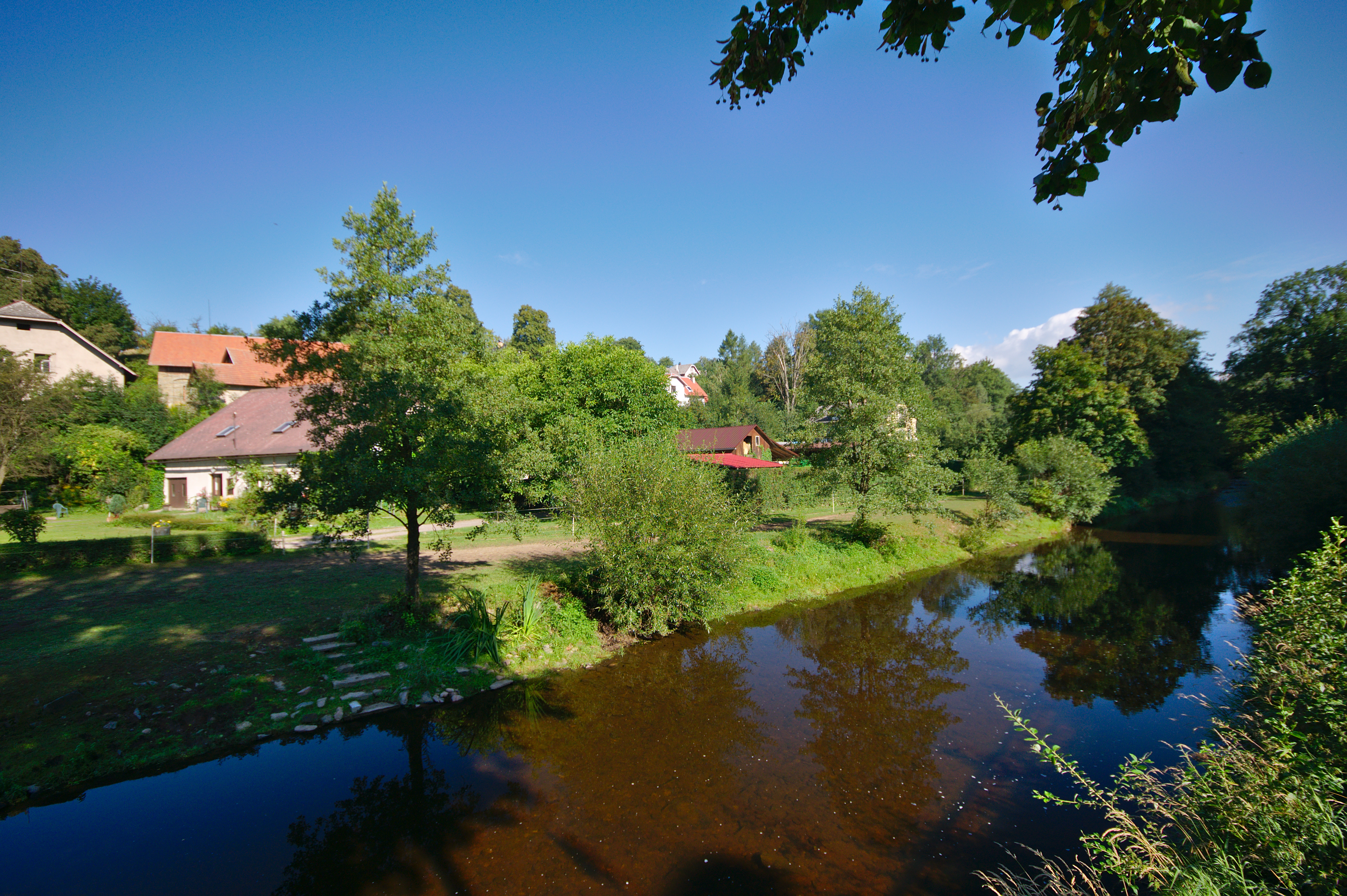
Divoká Orlice v obci
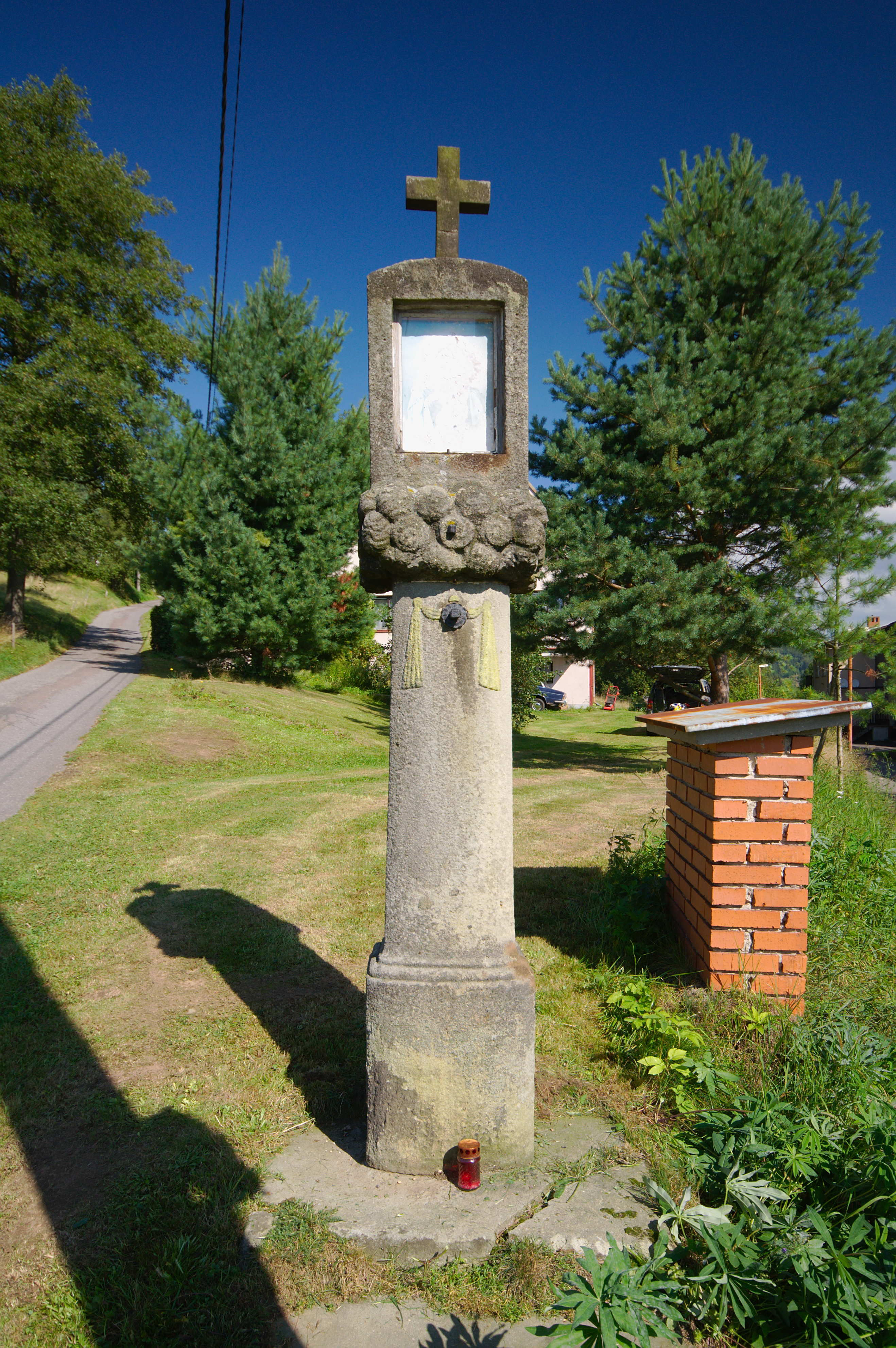
Boží muka severně od kostela
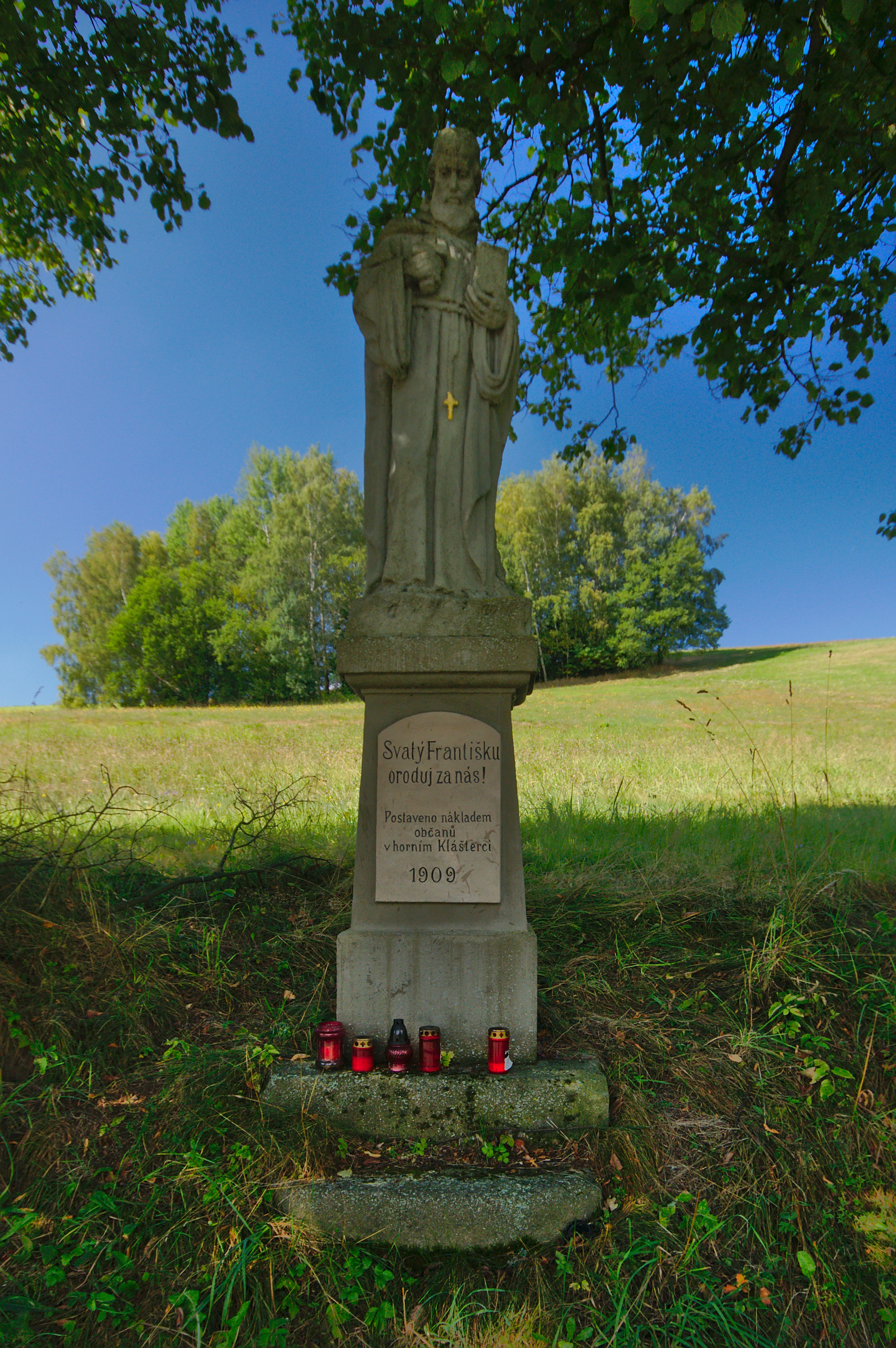
Socha svatého Františka severně od obce
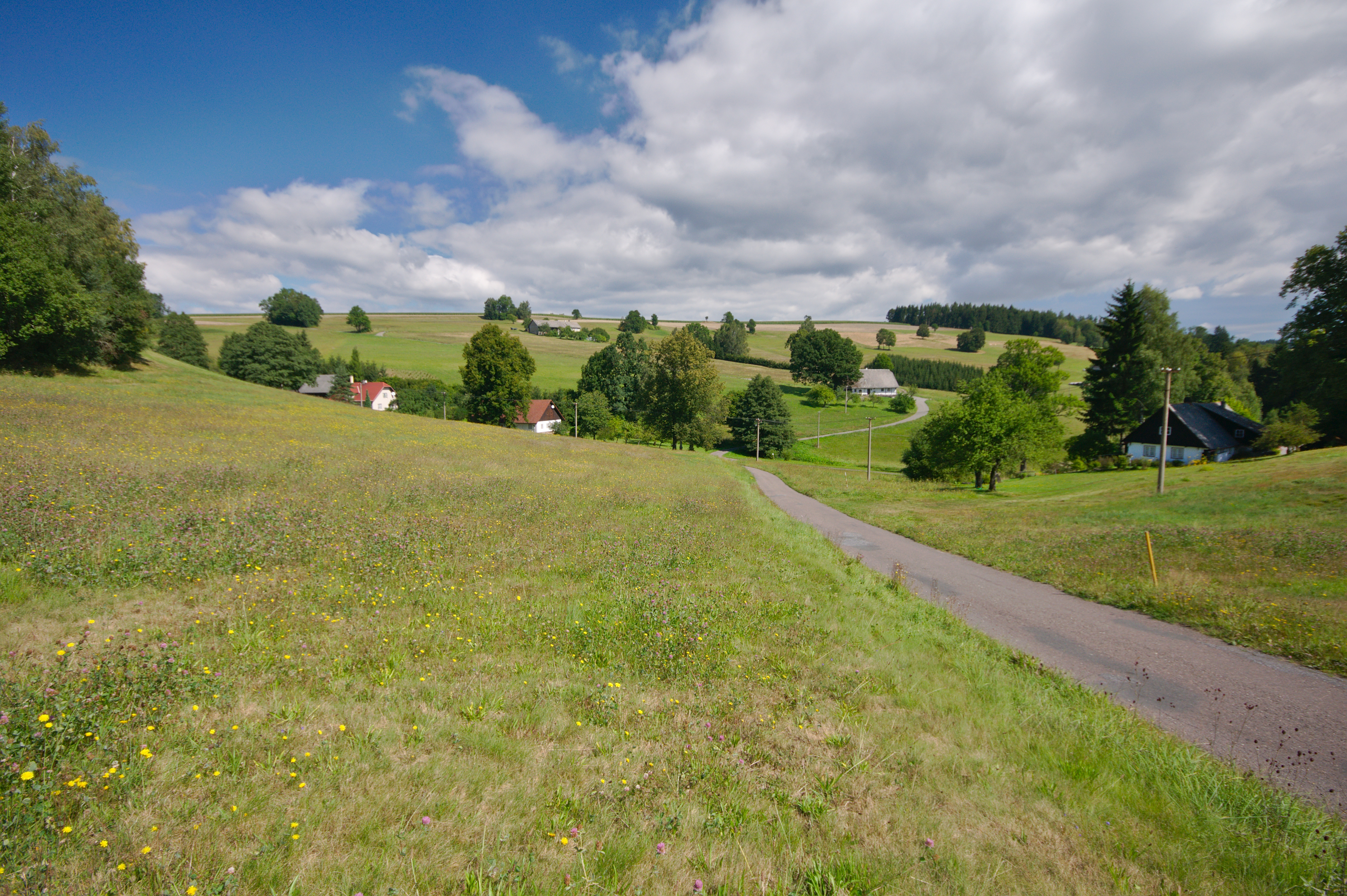
Roztroušená zástavba v severní části obce
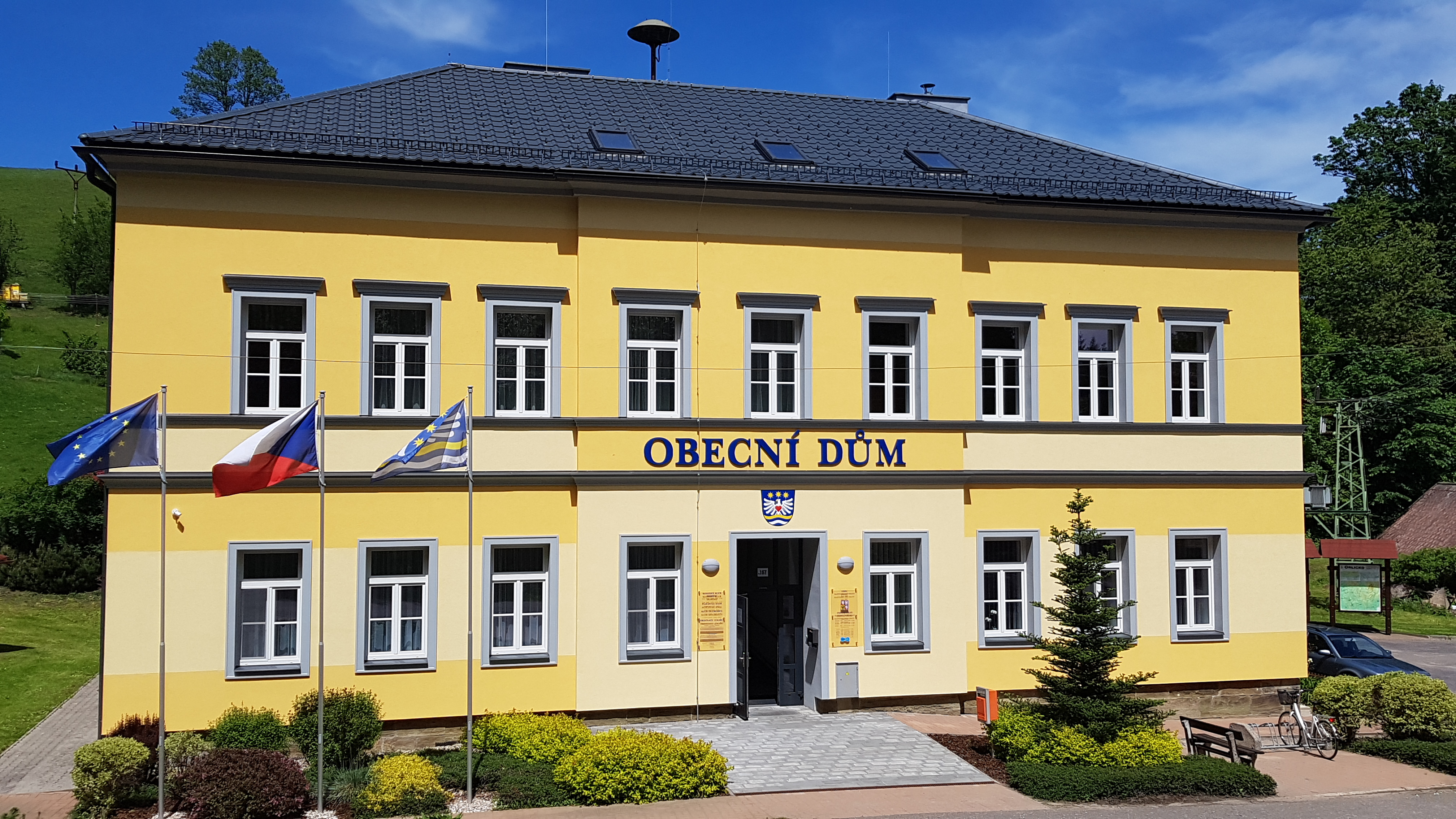
Obecní úřad Klášterec nad Orlicí